# Parafia Matki Bożej Królowej Polski w Cząstkowie Mazowieckim
Parafia pw. Matki Bożej Królowej Polski w Cząstkowie Mazowieckim – parafia rzymskokatolicka należąca do dekanatu kampinoskiego, archidiecezji warszawskiej, metropolii warszawskiej Kościoła katolickiego, w Cząstkowie Mazowieckim. Obsługiwana przez księży archidiecezjalnych. Mieści się przy ulicy Wyszyńskiego. 
Parafia została erygowana w 1996.

## Kościół parafialny
Obecny kościół parafialny wybudowany w latach 90. XX wieku.